# 扎巴里 (多馬尼夫卡區)
47°38′3″N 31°4′29″E / 47.63417°N 31.07472°E
扎巴里（烏克蘭語：Забари），是烏克蘭南部的村莊，隸屬尼古拉耶夫州的沃茲涅先斯克區。該村面積0.74平方公里，海拔高度122米，2001年人口257，人口密度每平方公里347.3人。